# Richard Langin
Richard Langin (* 29. Oktober 1963; auch tätig unter den Pseudonymen Richard Lengin, Richard Largin, Richard Lengrin, Richard Lenqin, Richard Longine) ist ein französischer Schauspieler, der durch zahlreiche Pornofilme bekannt geworden ist.
Den Beginn seiner Karriere stellt der Film Hardeur dar. Weiterhin spielte er in mehreren Pornofilmen des Regisseurs Harry S. Morgan mit. Auch in Filmen des Regisseurs Pierre Woodman für Private und Hustler ist Langin häufig zu sehen.

## Auszeichnungen
- 1997: Hot d’Or: Best Supporting Actor